# Семейные дела Гаюровых
«Семейные дела Гаюровых» — советский двухсерийный телефильм 1975 года, социальная драма. Премьера по телевидению состоялась 26 мая 1976 (Москва).

## Сюжет
В горах Таджикистана идёт масштабное строительство гидроэлектростанции. Приостановлены стройки плановых объектов. На стройке текучка, проблемы с жильём, со снабжением. Неподалёку в горном кишлаке спокойно живёт семья Гаюровых.
Отец семьи Гаюровых Вахид уже два года как стал вдовцом, и переживает что младший сын Камил Вахидович до сих пор не женат. Отец идёт к старшему сыну начальнику строительства Боиру на работу, сообщить о приезде сестры Рукии, но увидев сложности на работе передаёт информацию через секретаря. Старший сын тоже до сих пор холост и не живёт дома из-за перегрузок на работе. Директор недостроенной школы Айша Сафаровна приходит на приём к Боиру Вахидовичу с претензиями, но он внезапно проникается к девушке с тёплыми чувствами. Камил ухаживает за дочерью парторга Галей. Парторг Андрей Сергеевич Горбунов предъявляет претензии начальнику стройки Боиру и снабженцу Халилу Шакирову. Галя работает в школе вместе с Айшой Сафаровной. Айша Сафаровна на своих уроках по литературе талантливо связывает поэзию Александра Пушкина с таджикским поэтом Фирдоуси. Боир решает жениться на Айше. Камил решает жениться на Гале. Галя оказывается не родной дочерью парторга… Айша сбежала от мужа со сложным характером и теперь боится властных мужчин. У Боира тоже личная жизнь в прошлом не сложилась — жена и ребёнок умерли в один день. В планах строительства снести кишлак в котором живёт семья Гаюровых и построить на его месте город. Камил и Галя запланировали свадьбу через неделю, но внезапная авария на строительном участке забирает жизнь Камила и вместо свадьбы все собираются на похороны. После смерти младшего брата средний сын Мансур принимает решение продолжить дело брата и устаивается на стройку в бригаду скалолазов. Галя уезжает на ЛИАЗе интуриста, отец Камила, провожая её, говорит, что у неё теперь есть ещё один дом, куда она может вернуться.

## В ролях
| Актёр                 | Роль                                            |
| --------------------- | ----------------------------------------------- |
| Назаршо Гульмамадов   | ветеран Вахид Гаюров отец семьи                 |
| Ато Мухамеджанов      | начальник строительства Боир Вахидович Гаюров   |
| Хушназар Майбалиев    | младший брат Камил Вахидович Гаюров             |
| Светлана Тома         | Айша Сафарова - директор сельской школы         |
| Михаил Кузнецов       | парторг Андрей Сергеевич Горбунов               |
| Гурминдж Завкибеков   | снабженец Халил Шакирович Шакиров               |
| Евгения Аргуновская   | Екатерина Горбунова жена парторга               |
| Людмила Ефименко      | Галя - дочь парторга Галина Андреевна Горбунова |
| Парвиз Назаров        | Парвиз Гаюров                                   |
| Надежда Репина        | Налымова                                        |
| Асал Саодатова        | сестра Рукия Вахидовна Гаюрова                  |
| Виктор Косенко        | бригадир скалолазов Налымов                     |
| Курбанусейн Майбалиев | Мансур Гаюров                                   |

### В эпизодах
- Лия Комлякова
- Валерий Янклович
- Мушарафа Касымова
- Фаррух Касымов

## Съёмочная группа
- Режиссер: Валерий Ахадов
- Сценаристы: Фатех Ниязи, Аркадий Стругацкий
- Оператор: Давлатназар Худоназаров
- Художник: Леонид Шпонько